# Saint-Jacques (Alpes-de-Haute-Provence)
Saint-Jacques település Franciaországban, Alpes-de-Haute-Provence megyében. Lakosainak száma 72 fő (2022. január 1.). Saint-Jacques Barrême, Chaudon-Norante, Clumanc és Saint-Lions községekkel határos.

## Népesség
A település népessége az elmúlt években az alábbi módon változott:
| Lakosok száma | 38   | 29   | 39   | 54   | 54   | 63   | 78   | 79   | 81   | 72   |
|               | 1968 | 1982 | 1990 | 2006 | 2013 | 2015 | 2017 | 2019 | 2020 | 2022 |